# Говард, Джон (боец)
Джон Говард (англ. John Howard; род. 1 марта 1983, Бостон) — американский боец смешанного стиля, представитель средней и полусредней весовых категорий. Выступает на профессиональном уровне начиная с 2004 года, известен по участию в турнирах таких бойцовских организаций как UFC, WSOF, Cage Fury FC, CES MMA, Ring of Combat и др. Владел титулами чемпиона по версиям организаций Combat Zone, CES MMA и Ring of Combat.

## Биография
Джон Говард родился 1 марта 1983 года в Бостоне. Воспитывался матерью-одиночкой, рос на улице и часто дрался со сверстниками. Во время учёбы в старшей школе играл в футбол и баскетбол, позже освоил грэпплинг и задумался о выступлениях в ММА. Прежде чем начать зарабатывать в боях, работал электриком.

### Начало профессиональной карьеры
Дебютировал в смешанных единоборствах на профессиональном уровне в октябре 2004 года, выиграв у своего соперника по очкам единогласным решением судей. Дрался в небольших американских промоушенах преимущественно на территории штатов Массачусетс и Нью-Джерси, в течение двух лет не знал поражений, выиграл титул чемпиона Combat Zone в полусредней весовой категории, но в 2006—2007 годах у него началась череда поражений — из шести смежных боёв он проиграл четыре, в том числе на турнире Ring of Combat был побеждён Дэном Миллером.
В 2008 году в определённом смысле реабилитировался в глазах болельщиков, взяв верх над несколькими сильным соперниками, в частности победил Чарли Бреннемана и получил пояс чемпиона Ring of Combat в полусреднем весе.

### Ultimate Fighting Championship
Имея в послужном списке десять побед и только четыре поражения, Говард привлёк к себе внимание крупнейшей бойцовской организации мира Ultimate Fighting Championship, подписал с ней эксклюзивный контракт и в январе 2009 года успешно дебютировал в октагоне, выиграв раздельным судейским решением у Криса Уилсона и заработав бонус за лучший бой вечера. Далее последовали победы над Тамданом Маккрори и Деннисом Холлманом.
На 2010 год планировался бой Джона Говарда с Энтони Джонсоном, однако Джонсон впоследствии получил травму и был заменён новичком организации Дэниелом Робертсом — в итоге Говард нокаутировал его в первом же раунде и получил приз за лучший нокаут вечера. Тем не менее, затем последовали поражения от Джейка Элленбергера, Тиагу Алвиса и Мэтта Брауна, после чего боец покинул UFC.

### Classic Entertainment and Sports
По завершении контракта с UFC Говард перешёл в менее престижную организацию Classic Entertainment and Sports, где в общей сложности одержал шесть побед, в том числе завоевал титул чемпиона в среднем весе и четыре раза защитил его.

### Возвращение в UFC
После взрывов на Бостонском марафоне Говард изъявил желание выступить на турнире UFC в Бостоне в августе 2013 года, чтобы тем самым поддержать свой родной город. За месяц до начала турнира стало известно, что он заменит выбывшего Джоша Саммана в бою с представителем Ямайки Юраей Холлом. Вновь оказавшись в восьмиугольнике, он выиграл у Холла раздельным решением судей.
Продолжив выступать в UFC, Говард снова спустился в полусредний вес и единогласным решением победил Сияра Бахадурзаду. При всём при том, в 2014 и 2015 годах его позиции в рейтинге организации резко ухудшились, так как из пяти предложенных ему боёв он выиграл только один.

### World Series of Fighting
В 2016 году Джон Говард дважды выступил в другой крупной американской организации World Series of Fighting, где выиграл у Майкла Арранта, но проиграл Абубакару Нурмагомедову.

### Дальнейшая карьера
После достаточно длительного перерыва в октябре 2017 года Говард вернулся в ММА, одержав победу на турнире промоушена CES.

## Статистика в профессиональном ММА
| Боёв 49  | Побед 29 | Поражений 19 |
| -------- | -------- | ------------ |
| Нокаутом | 10       | 4            |
| Сдачей   | 7        | 2            |
| Решением | 12       | 13           |
| Ничьи    | 1        | 1            |

| Результат | Рекорд  | Соперник               | Способ                               | Турнир                                    | Дата             | Раунд | Время | Место              | Примечание                                              |
| --------- | ------- | ---------------------- | ------------------------------------ | ----------------------------------------- | ---------------- | ----- | ----- | ------------------ | ------------------------------------------------------- |
| Поражение | 29–19–1 | Анж Луза               | Единогласное решение                 | XMMA 4: Black Magic                       | 2 апреля 2022    | 3     | 5:00  | Новый Орлеан, США  |                                                         |
| Поражение | 29–18–1 | Рамазан Курамагомедов  | Единогласное решение                 | Eagle FC 44                               | 28 января 2022   | 3     | 5:00  | Майами, США        | Бой в полусреднем весе.                                 |
| Поражение | 29–17–1 | Тайлер Рей             | Единогласное решение                 | XMMA 3: Vice City                         | 23 октября 2021  | 3     | 5:00  | Майами, США        |                                                         |
| Победа    | 29–16–1 | Оззи Альварес          | Единогласное решение                 | CES MMA 63: Howard vs Alvarez             | 6 августа 2021   | 3     | 5:00  | Спрингфилд, США    | Бой в среднем весе                                      |
| Поражение | 28-16-1 | Давид Мишо             | Единогласное решение                 | PFL 7                                     | 11 октября 2019  | 3     | 5:00  | Лас-Вегас, США     | Четвертьфинал PFL 2019 в полусреднем весе.              |
| Победа    | 28-15-1 | Рэй Купер III          | KO (удары руками)                    | PFL 4                                     | 11 июля 2019     | 1     | 3:23  | Атлантик-Сити, США |                                                         |
| Поражение | 27-15-1 | Магомед Магомедкеримов | Сдача (гильотина)                    | PFL 12                                    | 9 мая 2019       | 1     | 4:54  | Юниондейл, США     | Четвертьфинал PFL 2019 в полусреднем весе.              |
| Ничья     | 27-14-1 | Луис Тейлор            | Техническая ничья (запрещённый удар) | PFL 10                                    | 20 октября 2018  | 2     | 4:55  | Вашингтон, США     | Полуфинал PFL 2018 в среднем весе.                      |
| Победа    | 27-14   | Эдди Гордон            | Единогласное решение                 | PFL 10                                    | 20 октября 2018  | 2     | 5:00  | Вашингтон, США     | Четвертьфинал PFL 2018 в среднем весе.                  |
| Поражение | 26-14   | Бруну Сантус           | Единогласное решение                 | PFL 6                                     | 16 августа 2018  | 3     | 5:00  | Атлантик-Сити, США |                                                         |
| Победа    | 26-13   | Гасан Умалатов         | Сдача (удушение сзади)               | PFL 3                                     | 5 июля 2018      | 2     | 2:59  | Вашингтон, США     |                                                         |
| Победа    | 25-13   | Роджер Карролл         | Единогласное решение                 | CES MMA 46                                | 27 октября 2017  | 3     | 5:00  | Линкольн, США      |                                                         |
| Поражение | 24-13   | Абубакар Нурмагомедов  | Единогласное решение                 | WSOF 33                                   | 7 октября 2016   | 3     | 5:00  | Канзас-Сити, США   |                                                         |
| Победа    | 24-12   | Майкл Аррант           | Единогласное решение                 | WSOF 31                                   | 17 июня 2016     | 3     | 5:00  | Машантакет, США    | Бой в среднем весе.                                     |
| Поражение | 23-12   | Тим Минс               | KO (удар рукой)                      | UFC Fight Night: Namajunas vs. VanZant    | 10 декабря 2015  | 2     | 0:21  | Лас-Вегас, США     |                                                         |
| Победа    | 23-11   | Катал Пендред          | Раздельное решение                   | UFC 189                                   | 11 июля 2015     | 3     | 5:00  | Лас-Вегас, США     |                                                         |
| Поражение | 22-11   | Лоренз Ларкин          | TKO (удары руками)                   | UFC Fight Night: McGregor vs. Siver       | 18 января 2015   | 1     | 2:17  | Бостон, США        |                                                         |
| Поражение | 22-10   | Брайан Эберсоул        | Раздельное решение                   | UFC 178                                   | 27 сентября 2014 | 3     | 5:00  | Лас-Вегас, США     |                                                         |
| Поражение | 22-9    | Райан Лафлейр          | Единогласное решение                 | UFC Fight Night: Nogueira vs. Nelson      | 11 апреля 2014   | 3     | 5:00  | Абу-Даби, ОАЭ      |                                                         |
| Победа    | 22-8    | Сияр Бахадурзада       | Единогласное решение                 | UFC 168                                   | 28 декабря 2013  | 3     | 5:00  | Лас-Вегас, США     | Вернулся в полусредний вес.                             |
| Победа    | 21-8    | Юрая Холл              | Раздельное решение                   | UFC Fight Night: Shogun vs. Sonnen        | 17 августа 2013  | 3     | 5:00  | Бостон, США        |                                                         |
| Победа    | 20-8    | Крис Вудолл            | TKO (удары руками)                   | CES MMA: New Blood                        | 7 июня 2013      | 1     | 2:14  | Линкольн, США      | Защитил титул чемпиона CES в среднем весе.              |
| Победа    | 19-8    | Джейсон Лоук           | KO (удары руками)                    | CES MMA: Path to Destruction              | 12 апреля 2013   | 1     | 0:23  | Линкольн, США      | Защитил титул чемпиона CES в среднем весе.              |
| Поражение | 18-8    | Леандро Бетата         | Единогласное решение                 | HFR 2: High Fight Rock 2                  | 27 октября 2012  | 3     | 5:00  | Гояния, Бразилия   |                                                         |
| Победа    | 18-7    | Бретт Чизм             | TKO (удары руками)                   | CES MMA: Real Pain                        | 6 октября 2012   | 2     | 3:31  | Линкольн, США      | Защитил титул чемпиона CES в среднем весе.              |
| Победа    | 17-7    | Скотт Рем              | TKO (травма руки)                    | CES MMA: Far Beyond Driven                | 3 августа 2012   | 1     | 1:28  | Линкольн, США      | Защитил титул чемпиона CES в среднем весе.              |
| Победа    | 16-7    | Тод Четтилл            | TKO (удары руками)                   | CES MMA: Never Surrender                  | 13 апреля 2012   | 2     | 4:42  | Линкольн, США      | Выиграл титул чемпиона CES в среднем весе.              |
| Победа    | 15-7    | Деннис Олсон           | Единогласное решение                 | CFA 3                                     | 9 октября 2011   | 3     | 5:00  | Майами, США        |                                                         |
| Поражение | 14-7    | Мэтт Браун             | Единогласное решение                 | UFC Live: Kongo vs. Barry                 | 26 июня 2011     | 3     | 5:00  | Питтсбург, США     |                                                         |
| Поражение | 14-6    | Тиагу Алвис            | Единогласное решение                 | UFC 124                                   | 11 декабря 2010  | 3     | 5:00  | Монреаль, Канада   |                                                         |
| Поражение | 14-5    | Джейк Элленбергер      | TKO (остановлен врачом)              | UFC Live: Jones vs. Matyushenko           | 1 августа 2010   | 3     | 2:21  | Сан-Диего, США     |                                                         |
| Победа    | 14-4    | Дэниел Робертс         | KO (удары руками)                    | UFC Live: Vera vs. Jones                  | 21 марта 2010    | 1     | 2:01  | Брумфилд, США      | Нокаут вечера.                                          |
| Победа    | 13-4    | Деннис Холлман         | KO (удары руками)                    | The Ultimate Fighter: Heavyweights Finale | 5 декабря 2009   | 3     | 4:55  | Лас-Вегас, США     |                                                         |
| Победа    | 12-4    | Тамдан Маккрори        | Раздельное решение                   | UFC 101                                   | 8 августа 2009   | 3     | 5:00  | Филадельфия, США   |                                                         |
| Победа    | 11-4    | Крис Уилсон            | Раздельное решение                   | UFC 94                                    | 31 января 2009   | 3     | 5:00  | Лас-Вегас, США     | Бой вечера.                                             |
| Победа    | 10-4    | Чарли Бреннеман        | Единогласное решение                 | Ring of Combat 21                         | 12 сентября 2008 | 3     | 5:00  | Атлантик-Сити, США | Выиграл титул чемпиона ROC в полусреднем весе.          |
| Победа    | 9-4     | Ник Каландрино         | TKO (удары руками)                   | IFL: Connecticut                          | 16 мая 2008      | 3     | 2:24  | Анкасвилл, США     | Бой в полусреднем весе.                                 |
| Победа    | 8-4     | Хосе Родригес          | KO (удары руками)                    | Ring of Combat 18                         | 7 марта 2008     | 1     | 4:07  | Атлантик-Сити, США |                                                         |
| Поражение | 7-4     | Дэн Миллер             | Единогласное решение                 | Ring of Combat 17                         | 30 ноября 2007   | 3     | 5:00  | Атлантик-Сити, США | Бой в среднем весе.                                     |
| Поражение | 7-3     | Вуди Уизерби           | TKO (удары руками)                   | WFL 19                                    | 29 сентября 2007 | 1     | 2:32  | Ревир, США         | Бой за вакантный титул чемпиона WFL в полусреднем весе. |
| Победа    | 7-2     | Мандела К’Попоу        | Сдача (рычаг локтя)                  | CZ 23                                     | 25 августа 2007  | 1     | N/A   | Ревир, США         |                                                         |
| Поражение | 6-2     | Ник Катоне             | Единогласное решение                 | CFFC 5                                    | 23 июня 2007     | 3     | N/A   | Атлантик-Сити, США |                                                         |
| Победа    | 6-1     | Джош Росааен           | Сдача (треугольник)                  | CFFC 4                                    | 13 апреля 2007   | 3     | 1:17  | Атлантик-Сити, США |                                                         |
| Поражение | 5-1     | Алешандри Морену       | Сдача (рычаг локтя)                  | WFL 10                                    | 23 сентября 2006 | 1     | N/A   | Ревир, США         |                                                         |
| Победа    | 5-0     | Джейсон Дубдин         | Сдача (треугольник руками)           | CZ 15                                     | 24 апреля 2006   | 2     | 2:39  | Ревир, США         | Выиграл вакантный титул чемпиона CZ в полусреднем весе. |
| Победа    | 4-0     | Алду Сантус            | Сдача (рычаг локтя)                  | WFL 4                                     | 3 декабря 2005   | 1     | 3:41  | Ревир, США         |                                                         |
| Победа    | 3-0     | Мандела К’Попоу        | Сдача (скручивание пятки)            | WFL 1                                     | 5 февраля 2005   | 2     | 2:52  | Ревир, США         |                                                         |
| Победа    | 2-0     | Лес Ричардсон          | Сдача (удушение сзади)               | CZ 9                                      | 4 декабря 2004   | 2     | 2:53  | Ревир, США         |                                                         |
| Победа    | 1-0     | Джейсон Дублин         | Единогласное решение                 | CZ 8                                      | 2 октября 2004   | 2     | 5:00  | Ревир, США         |                                                         |